# Love Is War
Love Is War – czwarty album zespołu Vanilla Ninja, został wydany w roku 2006 przez wytwórnię EMI Music. Dwie piosenki z niego, "Silence" i "Rockstarz", zostały po raz pierwszy zaprezentowane przez dziewczyny 10 grudnia 2005 roku na wielkim koncercie w Tallinnie. Prawie wszystkie piosenki są autorstwa członkiń zespołu,same napisały piosenki i je skomponowały. To jest ich najbardziej osobista płyta.

## Lista utworów
1. "Kingdom Burning Down" - 3:59 (Piret Järvis, Lenna Kuurmaa,Michelle Leonard)
2. "Dangerzone (Long Version)" - 3:17 (Martin Fly, Lenna Kuurmaa, Michelle Leonadr, Flo Peil)
3. "The Band That Never Existed" - 3:15 (Lenna Kuurmaa, Michelle Leonard)
4. "Rockstarz" - 3:26 (Per Henrik Aldeheim, Michelle Leonard, Christian Neander)
5. "Shadows On The Moon" - 3:05 (Martin Fly, Piret Järvis, Flo Peil)
6. "Black Symphony" - 3:46 (Piret Järvis, Kent Larsson, Jeff Lebowski, Michelle Leonadr, Claudio Pagonis)
7. "Pray" - 4:34 (Martin Fly, Lenna Kuurmaa, Claudio Pagonis)
8. "Battlefield" - 3:08 (Jeff Lebowski, Claudio Pagonis)
9. "Spirit Of The Dawn" - 3:52 (Martin Fly, Claudio Pagonis)
10. "Insane In Vain" - 3:17 (Martin Fly, Bassel El Hallak, Michelle Leonard)
11. "Bad Girls" - 3:14 (Martin Fly, Piret Järvis)
12. "Silence" - 4:31 (Lenna Kuurmaa, Michelle Leonard)
13. "My Name" - 3:11 (Lenna Kuurmaa, Piret Järvis)
14. "Love is Just a War" - 3:26 (Lenna Kuurmaa, Piret Järvis)

## Single
- "Dangerzone" (2006)
- "Rockstarz" (2006)
- "Insane In Vain" (2007)